# Ghana na Letních olympijských hrách 2008
Ghana se účastnila Letní olympiády 2008 ve dvou sportech. Zastupovalo ji 9 sportovců.

## Atletika
Vida Anim, Seth Amoo, Ignatius Gaisah

## Box
Manyo Plange, Issah Samir, Prince Dzanie, Samuel Kotey Neequaye, Ahmed Saraku, Bastir Samir